# Вычислитель (фильм)
«Вычисли́тель» — российский фантастический художественный фильм 2014 года по мотивам одноимённой повести российского писателя-фантаста Александра Громова.
Прокат в России — с 18 декабря 2014, дистрибьюторская компания Централ партнершип.
Телевизионная премьера фильма состоялась 11 июля 2018 года на телеканале Россия-1.

## Сюжет
На планете XT-59 очень суровая природная среда, колония людей живёт на отвоёванной у болот ограниченной территории. Система правления основана на тотальном контроле. Группа из 10 заключённых приговорена к пожизненному изгнанию, так как на планете нет смертной казни. Но изгнание фактически является смертной казнью, так как шанс выжить слишком мал. Изгнанников выкидывают на Саргассово болото, где нет ни еды, ни воды, обитают немногие выжившие изгнанники, превратившиеся в полуживотных.
Группа сразу делится на две части: Эрвин и Кристи идут на поиск Счастливых островов, легендарной земли, где якобы можно жить. Полярный волк (Юст) ведёт остальных к Гнилой мели — заброшенной тюрьме. Однако долгое время их маршруты практически совпадают. В первый же вечер Эрвин понимает, что его должны убить — он занимал слишком высокий пост, и теперь он опасен для власти. Выбрав в попутчицы Кристи, он сразу старается уйти подальше от остальных членов группы, чтобы обезопасить себя. На пути к Счастливым островам героев подстерегает масса препятствий.

## В ролях
| Актёр                   | Роль                           |
| ----------------------- | ------------------------------ |
| Евгений Миронов         | «Вычислитель» (Эрвин Канн)     |
| Анна Чиповская          | Кристи (Анна Кристина)         |
| Винни Джонс             | «Полярный волк» (Юст Ван Борг) |
| Алексей Колубков        | Валентин Хольмер               |
| Иван Верховых           | Джоб Райзмен                   |
| Никита Панфилов         | Матиас                         |
| Владас Багдонас         | Ян                             |
| Ирене Мускара           | Мария                          |
| Линда Нигматулина       | Лейла                          |
| Пётр Скворцов           | Хаймэ                          |
| Анна Попова             | Анна                           |
| Кирилл Козаков          | капитан                        |
| Александра Франк        | лейтенант                      |
| Вальтер Гейр Гримсон    | каннибал                       |
| Дэвид Фрейр Пораннарсон | каннибал                       |
| Ульфар Якобсен          | тюремный охранник              |
| Пол Эварсон             | тюремный охранник              |

## Музыка
Музыку к фильму написал композитор Алексей Айги.

## Критика
Фильм получил невысокие оценки в отечественной прессе. Большинство ведущих изданий, в том числе «КГ-портал», «КоммерсантЪ», «Мир фантастики», в своих отзывах оценили его как средний, ничем не выдающийся. Были и резко отрицательные отзывы в таких изданиях как Правда.ру, Фильм.ру.
Многие издания называли фильм скучным и невпечатляющим, критиковали спецэффекты и монтаж картины, но положительно отзывались об игре Евгения Миронова и Анны Чиповской. О «Вычислителе» писали: «Такое впечатление, будто отснятый материал жестоко сокращали», «Похож на эпизод телевизионного шоу середины 80-х годов: театрально, претенциозно, но нарочито в лоб», «Торпедированная штампами, разваливающаяся из-за неувязок концепция, изначально выглядевшая годно, идёт на дно».

## Кассовые сборы
«Вычислитель» стал кассовым провалом. Фильм собрал в прокате 48 млн руб., что существенно меньше его заявленного бюджета в 2,2 млн долларов.